# Takayoshi Ohmura

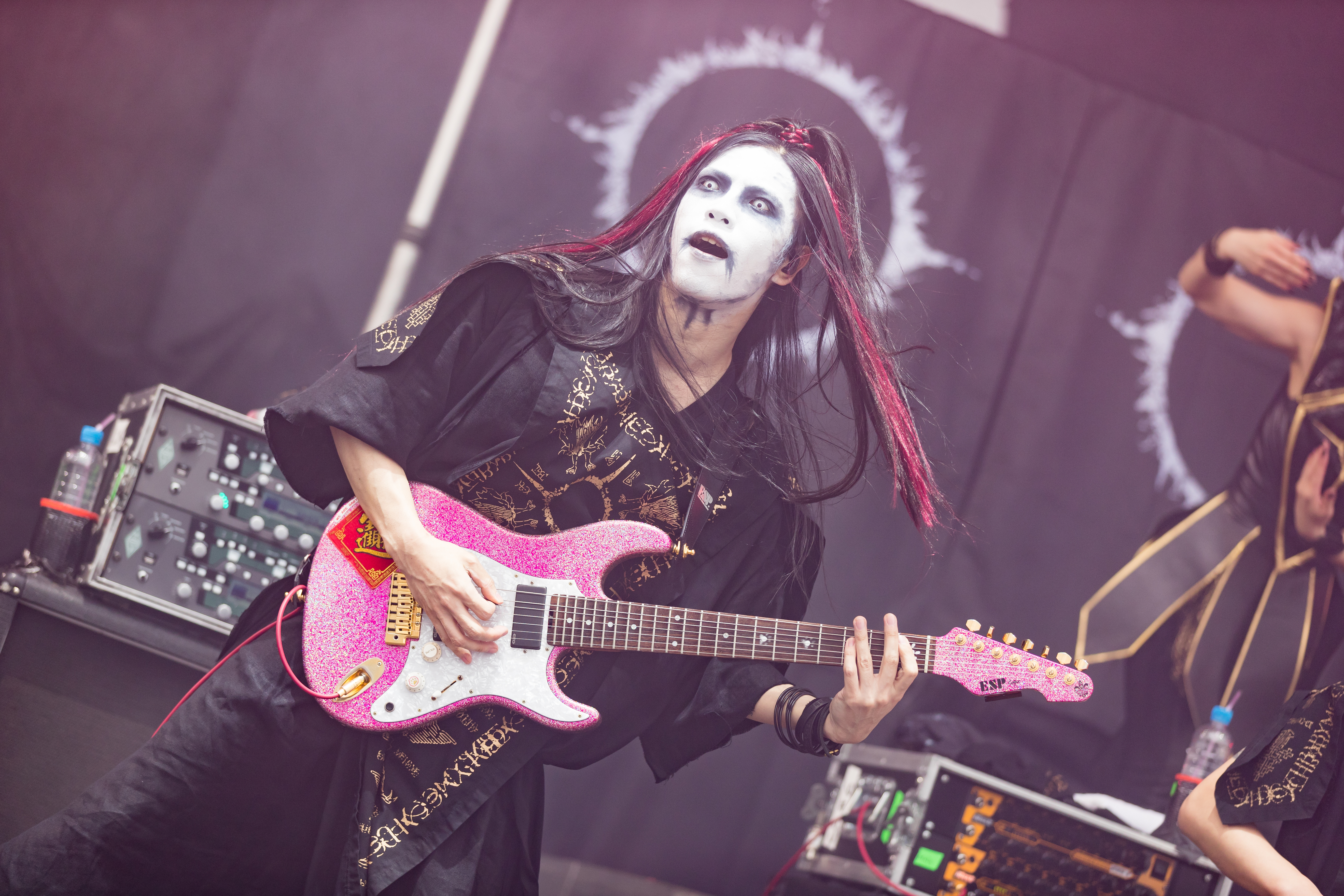
Takayoshi Ohmura in 2018

Takayoshi Ohmura (Osaka, 1983) is een Japanse neo-classical metal-gitarist.
Op zijn derde leerde Takayoshi pianospelen en toen hij elf werd, begon hij met de akoestische gitaar. Op zijn veertiende groeide zijn belangstelling voor de elektrische gitaar. In 2002 meldde hij zich aan bij de Guitar Institute of Technology in Japan. Dit is een school waar hij twee jaar studeerde. Kort daarna ontmoette hij Vitalij Kuprij. In 2005 formeerde Takayoshi zijn band Cross Hard.

## Bandleden
Laatst bekende bezetting
- Takayoshi Ohmura (gitaar)
- Richie Kotzen (gitaar)
- Mark Boals (zang)
- Dougie White (zang)
- Vitalij Kuprij (keyboards)

## Discografie
Soloalbums
- 2004 - Nowhere to Go
- 2006 - Power of Reality
- 2007 - Emotions in Motion

Samen met Cross Hard
- 2005 - Eclipse from the East